# 賈諒
賈 諒（か りょう、洪武15年（1382年）- 正統4年1月14日（1439年1月28日））は、明代の官僚。字は子信。本貫は高唐州武城県。

## 生涯
賈旺と魏氏のあいだの子として生まれた。永楽9年（1411年）、郷挙により太学に入った。皇太孫朱瞻基の近侍に選ばれ、書を講説した。永楽12年（1414年）、刑科給事中に抜擢された。宣徳4年（1429年）、賈諒は刑部侍郎の金庠が賄賂を受け取っていたとして弾劾し、これを罷免させた。賈諒は郎中の胡玨・蕭翔ら11人や御史の方鼎ら3人に対しても、職務に不適任として弾劾した。宣徳帝は真偽を図りかねて、賈諒と張居傑に命じてひそかにかれらを監察させたところ、賈諒の弾劾は的を射ていたため、かれら全員の官を降格させた。宣徳5年（1430年）、陽武侯薛禄の仲間を不敬として弾劾した。ほどなく右副都御史に任じられた。錦衣指揮王裕・参議黄翰・中官張義らとともに四川・江西・湖広を巡視し、豪族を調査した。正統2年（1437年）、江北・河南で洪水が起こると、賈諒は工部侍郎の鄭辰とともに命を受けて赴き、振恤にあたった。芒山・碭山の盗賊を追捕して、多くを捕らえた。正統4年正月14日（1439年1月28日）、徳州で死去した。享年は58。